# آن سميث (عدائة المسافات المتوسطة)
آن سميث (بالإنجليزية: Anne Smith) هي عدائة المسافات المتوسطة بريطانية، ولدت في 31 أغسطس 1941 في أمرشام ‏ في المملكة المتحدة، وتوفيت في 9 نوفمبر 1993 في لندن في المملكة المتحدة.

## وصلات خارجية
- آن سميث على موقع أوليمبيديا (الإنجليزية)
- آن سميث على موقع اللجنة الأولمبية البريطانية (الإنجليزية)
- آن سميث على موقع اتحاد ألعاب الكومنولث (مؤرشف) (الإنجليزية)
- آن سميث على موقع اتحاد ألعاب الكومنولث (مؤرشف) (الإنجليزية)